# ما وراء علم النفس

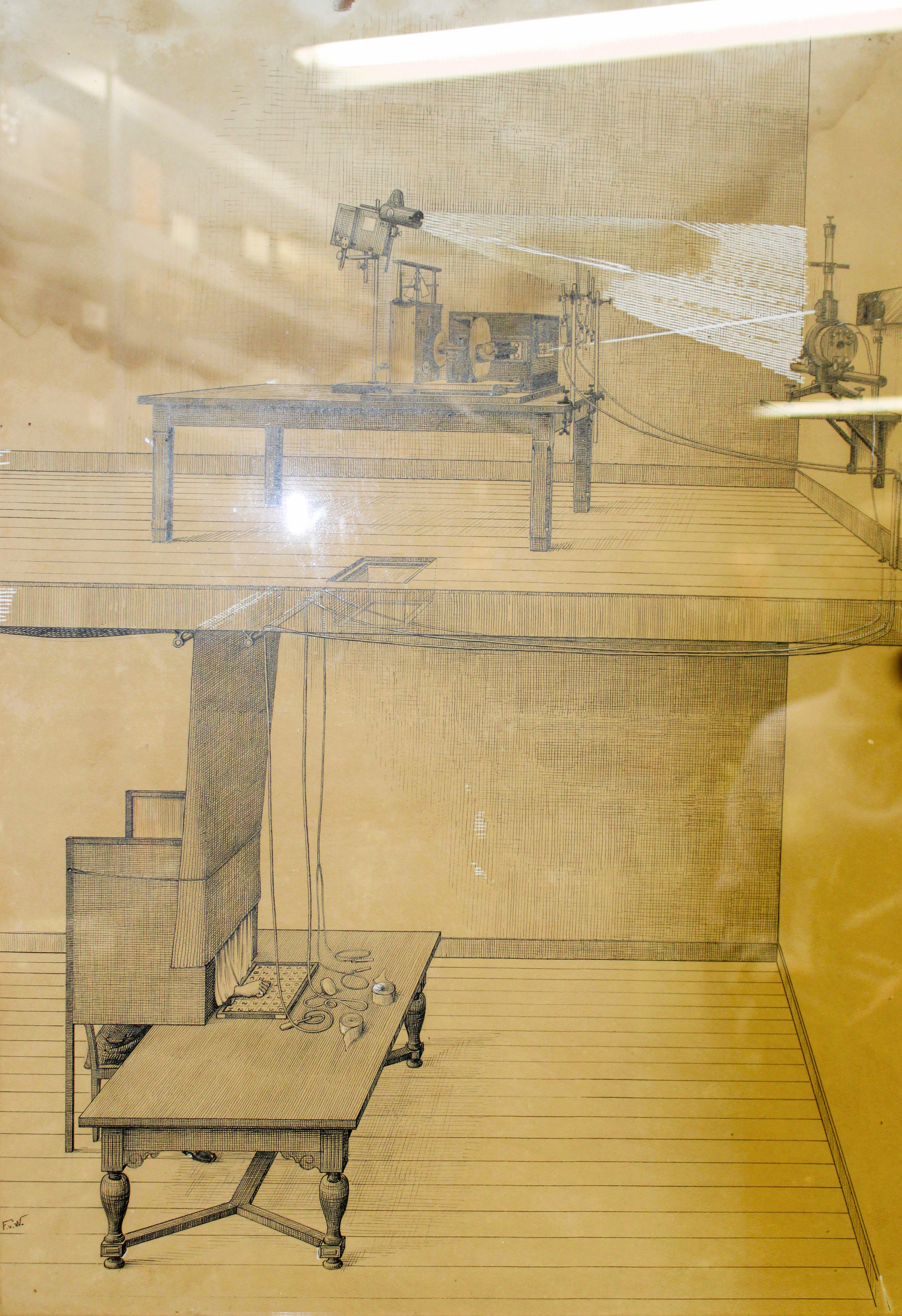
تحرير

ما وراء علم النفس أو علم النفس الموازي هو دراسة الظواهر الفيزيائية المزعومة (الإدراك خارج الحواس، كما في التخاطر، والاستبصار، والجلاء البصري، والتحريك العقلي، المعروف كذلك باسم التحريك الذهني، والقياس النفسي) وادعاءات الخوارق، مثل تلك المتعلقة بتجارب الاقتراب من الموت، والتزامنية، وتجارب التجلي، إلخ. وتُعتبر هذه علمًا زائفًا من قبل الغالبية العظمى من جمهور العلماء، جزئيًا بسبب أنه، وبالإضافة إلى الأدلة التجريبية القابلة للتكرار، يزعم بعض الباحثين أنه لا يمكن لادعاءات علم النفس الموازي أن تكون حقيقةً «ما لم تكن بقية العلم غير حقيقية».
تُجرى بحوث علم النفس الموازي بشكل كبير من قبل معاهد خاصة في عدة بلدان وتُموَّل من قبل تبرعات خاصة، ولا يظهَر الموضوع أبدًا تقريبًا في الدوريات العلمية الرئيسية. تُنشر أغلب البحوث علم النفس الموازي في عدد صغير من الدوريات المتخصصة. انتُقد علم النفس الموازي لاستمراره بالتحقيق على الرغم من عدم استطاعته توفير أدلة مقنعة عن وجود أي ظواهر نفسية بعد أكثر من قرن من البحوث.

## التاريخ

### البحوث الجسدية المبكرة
في عام 1853، قام الكيميائي روبرت هير بتجارب مع وسطاء روحيين واستنتج نتائج إيجابية. سلَّط باحثون آخرون مثل فرانك بودمور الضوء على العيوب في تجاربه، مثل الافتقار إلى الضوابط لمنع التحايل. أجرى أجينور دي جاسبارا تجارب مبكرة في قلب الطاولة. وعلى مدى خمسة أشهر في عام 1853 أعلن أن نجاح التجارب كان نتيجةً «للقوة الباطنية». لاحظ النُقاد أن الظروف لم تكن كافيةً لمنع التحايل. على سبيل المثال، ربما استُخدمت رُكب الجالسين لتحريك الطاولة ولم يكن هناك مُجرب يراقب الطاولة من الأعلى والأسفل في آن واحد.
اختَبر عالم الفيزياء الفلكية الألماني يوهان كارل فريدريش زولنر الوسيط الروحي هنري سليد عام 1877. ونجحت بعض التجارب بحسب زولنر. ومع ذلك، اكتُشفت عيوبٌ في التجارب ولمَّح النقاد إلى أن سليد كان مخادعًا قام بالتحايل في تجاربه.
تأسست جمعية الأبحاث النفسية (إس بّي آر) في لندن عام 1882. كان تشكلها هو أول جهد منهجي لتنظيم العلماء والباحثين للتحقيق في الظواهر الخارقة. شملت في وقت مبكر أعضاء من الفلاسفة، والباحثين، والعلماء، والتربويين والسياسيين، مثل هنري سيدجويك، آرثر بالفور، ويليام كروكس، روفوس أوزغود ماسون والحائز على جائزة نوبل شارل ريشه. ومن ضمن رؤساء الجمعية، بالإضافة إلى ريشه، إليانور سيدجويك وويليام جيمس، والحائز لاحقًا على جائزة نوبل هنري برجسون ولورد ريليه، والفيلسوف سي. دي. برود.
شملت مجالات الدراسة التخاطر، والتنويم المغناطيسي، وظواهر رايشنباخ، والأماكن المسكونة، والجوانب الفيزيائية للروحانية مثل قلب الطاولة، والتجسد، واستحضار الأرواح. في ثمانينيات القرن التاسع عشر، بحثت الجمعية في تجارب التجلي والهلوسات في العاقلين. كان من بين أول الأعمال المهمة هو نشر كتاب من مجلدين عام 1886، بعنوان أوهام الأحياء الذي انتُقد بشكل كبير من قبل الباحثين. في عام 1894، نُشر كتاب تعداد الهلوسات الذي أخذ عينات من 17,000 شخصًا. من بين هذه، اعتَرف 1,684 شخصًا بمروره بتجربة هلوسة تجلٍّ. أصبح الإس بّي آر نموذجًا لجمعيات مماثلة في بلدان أوروبية أخرى وفي الولايات المتحدة الأمريكية خلال أواخر القرن التاسع عشر.
ذُكرت أوائل تجارب الجلاء البصري عام 1884 بواسطة شارل ريشه. وُضعت أوراق لعب في ظروف مغلقة وحاول الخاضع للتجربة الموضوعُ تحت التنويم المغناطيسي التعرفَ عليها. ذُكر أن الخاضع للتجربة نجح في سلسلة من 133 محاولة ولكن النتائج انخفضت إلى مستوى الفرص عندما نُفذت أمام مجموعة من العلماء في كامبريدج. ذكر جاي. إم. بيرس وإي. سي. بيكرنج في تجربة مشابهة اختبروا فيها 36 شخصًا في 23,384 محاولة لم تحقق نتائج الفرص أعلاه.
في عام 1881، كشفت إليانور سيدجويك عن الطرق المخادعة التي استخدمها مصورو الأرواح مثل إدوارد إيزيدور بوجيت، وفريدريك هدسون ووليام إتش. مملر. فُضح العديد من الوسطاء الروحيين بواسطة تحقيقات الإس بّي آر في أواخر القرن التاسع عشر.
فتحت الجمعية الأمريكية للبحوث النفسية (إيه إس بّي آر) أبوابها في بوسطن عام 1885، وذلك بسبب دعم العالم النفسي ويليام جيمس إلى حد كبير، وانتقلت إلى مدينة نيويورك عام 1905 بقيادة جيمس إتش. هايسلوب. تضمنت الحالات التي بحث فيها والتر فرانكلن برنس من الأي إس بّي آر في بدايات القرن العشرين بيير أل. أو. أي. كييلر، سر أمهرست العظيم وبيشنس وورث.

### عصر راين
في عام 1911، أصبحت جامعة ستانفورد أول مؤسسة أكاديمية في الولايات المتحدة تَدرس الإدراك خارج الحواس (أي إس بّي) والتحريك العقلي (بّي كيه) في بيئة مختبرية. ترأَّس هذه الجهود عالم النفس جون إيدجار كوفرن ودعمه التمويل الذي تبرع به ثوماس ويلتون ستانفورد، شقيق مؤسس الجامعة. وبعد إجراء 10,000 تجربة، استنتج كوفر «تفشل المعالجات الإحصائية للبيانات في الكشف عن أي سبب يفوق المصادفة».
في عام 1930، أصبحت جامعة دوك ثاني أكبر مؤسسة أكاديمية في الولايات المتحدة تشارك بدراسة الإي إس بّي والتحريك العقلي في المختبر. تحت توجيه العالم النفسي ويليام ماكدوغال، وبمساعدة آخرين في القسم –من ضمنهم علماء النفس كارل زينر، جوزيف بي. راين، ولويزا أي. راين– بدأت تجارب أي إس بّي المختبرية باستعمال أشخاص خاضعين للتجارب متطوعين من هيئة الطلاب الجامعيين. وعلى عكس مناهج البحث الجسدي، التي بحثت بشكل عام عن أدلة نوعية للظواهر الخارقة، قدمت تجارب جامعة دوك منهجًا نوعيًا، وإحصائيًا باستعمال البطاقات والنرد. ونتيجة لتجارب الإي إس بّي في دوك، تطورت الإجراءات المختبرية القياسية لاختبار الإي إس بّي وتبناها الباحثون المهتمون حول العالم.
أجرى جورج إيستابروكس تجربة أي إس بّي باستعمال البطاقات عام 1927. استُخدم طلاب جامعة هارفارد ليخضعوا للتجربة. قام إيستابروكس بعمل المرسل مع وجود المُخمِّن في غرفة مجاورة. أُجريت كليًا 2,300 تجربة. وعندما أُرسل الأشخاص الخاضعون إلى غرفة بعيدة معزولة انخفضت الدرجات إلى مستوى الفرص. وفشلت كذلك محاولات تكرار التجربة.
نَقل نشر كتاب جاي. بي. راين، بعنوان حدود جديدة للعقل (1937) نتائج المختبر لعامة الناس. في كتابه، عمم راين كلمة «علم النفس الموازي»، التي صاغها عالم النفس ماكس ديزوار قبل أكثر من 40 عامًا، لوصف البحث الذي أُجري في دوك. وجد راين أيضًا مختبر علم النفس الموازي المستقل في دوك وبدأ دورية علم النفس الموازي، التي شارك في تحريرها مع ماكدوغال.
طور راين، جنبًا إلى جنب مع الزميل كارل زينر نظامًا إحصائيًا لاختبار الإي إس بّي الذي تضمن تخمين الأشخاص لرمز، يظهر الرمز من بين خمسة رموز ممكنة عند استعراض الشخص لمجموعة خاصة من البطاقات المصممة لهذا الغرض. مُيزت نسبة من التخمينات الصحيحة (أو الإصابات) بشكل ملحوظ فوق 20% على أنها أعلى من الصدفة وتشير إلى قدرة نفسية. قال راين في كتابه الأول، التنبؤ خارج الحواس (1934)، أن بعد 90,000 محاولة، شعر أن الإي إس بّي هو «حدث واقعي وبالإمكان إثباته».
اختُبرت إيلين جاريت الوسيطة الروحية واختصاصية علم النفس الموازي الأيرلندية من قبل راين في جامعة دوك عام 1933 ببطاقات زينر. وُضعت رموز معينة على البطاقات وخُتمت في ظروف، وطُلب منها تخمين محتوياتها. كان أداؤها سيئًا وانتقدت الاختبارات لاحقًا بزعمها افتقار البطاقات للطاقة الروحانية التي تسمى «محفز الطاقة»، وأنها لم تستطع تنفيذ الجلاء البصري عند الطلب. اختبر اختصاصي علم النفس الموازي سامويل سول وزملاؤه جاريت في مايو 1937. نُفذت أغلب التجارب في المختبر النفسي في كلية لندن الجامعية. سُجل أكثر من 12,000 تخمين ولكن جاريت فشلت في تحقيق مستوى الصدفة أعلاه. كتب سول في تقريره «في حالة السيدة إيلين جاريت أخفقنا في إيجاد أدنى تأكيد على ادعاءات جاي. بي. راين الاستثنائية المتعلقة بقواها المزعومة للإدراك خارج الحواس. فهي لم تفشل عندما توليتُ مسؤولية التجارب فحسب، بل فشلتْ بكشل مساوٍ عندما حل محلي أربعة مُختبرين آخرين مُدربين بدقة».
أثارت تجارب علم النفس الموازي في دوك انتقادات من الأكاديميين والآخرين الذين اعترضوا على مبادئ وأدلة الإي إس بّي. حاول عدد من أقسام علم النفس تكرار تجارب راين وفشلوا. قام دبيلو. إس. كوكس (1936) من جامعة برينستون بإجراء 25,064 محاولة مع 132 خاضعًا للتجربة في تجربة أي إس بّي بأوراق اللعب. استنتج كوكس أن «ليس هناك دليل على الإدراك الخارج للحواس في «الإنسان الطبيعي» ولا في المجموعة التي اختُبرت ولا في أي فرد معين في تلك المجموعة. يعود سبب التعارض بين هذه النتائج وتلك التي حصل عليها راين إما إلى عوامل لا يمكن السيطرة عليها في العملية التجريبية أو إلى الاختلاف في الخاضعين للتجربة». أخفقت أربعة أقسام علم نفس أخرى في تكرار نتائج راين. وبعد آلاف من جولات البطاقات، فشل جيمس تشارلز كرومبو في تكرار نتائج راين.
في عام 1938، كتب عالم النفس جوزيف جاسترو أن الكثير من الأدلة على الإدراك خارج الحواس جُمعت بواسطة راين وآخرين من علماء النفس الموازي كانت سردية، ومتحيزة، ومشكوكًا فيها ونتيجة «ملاحظة خاطئة وعيوب بشرية مألوفة». رفض التصديق على تجارب راين بسبب اكتشاف أن بإمكان التسرب الحسي أو الغش تفسير كل النتائج مثل استطاعة الخاضع للتجربة قراءة الرموز من ظهر البطاقات واستطاعته رؤية وسماع المُختبر لينتبه للأدلة خفية.
كتب الساحر ميلبورن كريستوفر بعد سنوات أنه شعر أن «هناك ما لا يقل عن اثنتي عشرة طريقة يمكن أن يخدع بها الخاضع للتجربة الذي يرغب في الغش تحت الظروف التي وصفها راين المحقق». عندما اتَّخذ راين احتياطات ردًا على انتقادات طرقه، لم يستطع إيجاد أي خاضعين للتجربة بدرجات عالية. انتقد عالم الكيمياء إرفينغ لانغموير انتقادًا آخر من بين آخرين، وكان عن التقارير الانتقائية. قال لانغموير إن راين لم يذكر درجات الخاضعين للاختبار الذين كان يشك بأنهم يخمنون تخمينات خاطئة عمدًا، وشعر أن، هذا تسبب في تحيز النتائج الإحصائية أعلى مما كان يجب أن تكون.
حاول راين وزملاؤه معالجة هذه الانتقادات من خلال تجارب جديدة وُصفت في كتاب الإدراك خارج الحواس بعد ستين سنة (1940). وصف راين ثلاث تجارب وهي تجربة بيرس برات، وتجربة برات وودروف وسلسلة أونبي زيركل التي اعتقد أنها أثبتت الإي إس بّي. ومع ذلك، كتب سي. أي. إم هانسل «من المعروف الآن أن كل تجربة احتوت على أخطاء خطيرة أُغفل عنها في الاختبار الذي أجراه المؤلفون في الإدراك خارج الحواس بعد ستين سنة» كان جوزيف غيثر برات المُختبِر المُشارك في تجارب بيرس برات وبرات وودروف في الحرم الجامعي لدوك. زار هانسل الحرم الجامعي حيث أُجريت التجارب واكتشف أن النتائج قد تكون ناتجةً عن استعمال خدعة لذا لا يمكن اعتبارها أدلةً داعمةً للإي إس بّي.

في عام 1957، كتب راين وجوزيف غيثر برات علم النفس الموازي: علم العقل الحدودي. وبسبب المشاكل المنهجية، لم يعُد أخصائيو علم النفس الموازي يستعملون دراسات تخمين البطاقات. وانتُقدت كذلك تجارب راين في التحريك العقلي (بّي كيه). كتب جون سالديك:
استعمل بحثه مكعبات النرد، مع «رغبة» الخاضعين للتجربة بأن تسقط مكعبات النرد بطريقة معينة. لا يمكن فقط حفر النرد وكشطه وترقيمه بصورة مزيفة والتلاعب به فحسب، بل حتى النرد السليم يظهر تحيزًا على المدى البعيد. ولهذا السبب تستبدل الكازينوهات مكعبات النرد عادةً، ولكن في دوك، استمر الخاضعون للتجربة بمحاولة الحصول على نفس التأثير على نفس النرد على المدى البعيد للتجارب. وبشكل غير مفاجئ، ظهر التحريك العقلي في دوك ولم يظهر في مكان آخر.
انتُقدت تجربة أونبي زينكل للإي إس بّي في دوك من قبل أخصائيي علم النفس الموازي والمشككين. تحاول فيها أونبي إرسال رموز أي إس بّي إلى زيركل الذي يُخمن ما هم. وُضع الشخصان في غرف متجاورة غير قادرين على رؤية بعضهما، واستعملت مروحة كهربائية لمنع الاثنين من التواصل عن طريق الأدلة الحسية. تنقر أونبي على زر التلغراف لتُعلم زيركل أنها تحاول إرسال رمز له. كان الباب بين الغرفتين مفتوحًا خلال التجربة، وبعد كل تخمين كان زيركل يصيح بتخمينه إلى أونبي التي تسجل اختياره. أشار النقاد إلى أن التجربة كانت معيبة لأن أونبي قامت بعمل كلٍ من المرسل والمُختبر، لم يكن هناك أحد يتحكم بالتجربة فكان بإمكان أونبي الغش عن طريق التواصل مع زيركل أو أنها اخطأت في التسجيل.
اكتُشفت عيوب في تجربة تورنر أونبي للتخاطر بعيد المدى. وضعت ماي فرانسس تورنر نفسها في مختبر دوك لعلم النفس الموازي بينما ادَّعت سارة أونبي استلامها إرسالًا من مسافة 250 ميلًا. كانت تورنر في التجربة تفكر في رمز وتدونه بينما كانت أونبي تكتب تخميناتها. كانت النتائج ناجحة بشكل عالٍ وكان من المفترض إرسال كلا السجلين إلى جاي. بي. راين، ومع ذلك، أرسلتهم أونبي إلى تورنر. أشار النقاد إلى أن هذا أضعف النتائج لأنها كانت تستطيع وبكل بساطة كتابة سجلها الخاص ليتوافق مع الآخر. عندما أُعيدت التجربة وأٌرسلت السجلات إلى راين انخفضت الدرجات إلى المتوسط.
أُجريت تجربة أي إس بّي مشهورة في جامعة دوك بواسطة لوسين وارنر وميلدريد رايبل. اُقفل على الخاضع للتجربة في غرفة تحتوي على مفتاح يتحكم بضوء إشارة في مكان آخر كانت تستعمله للإشارة إلى تخمين البطاقة. استعملت عشرة جولات من مجموعات بطاقات أي إس بّي وحققت 93 إصابةً (43 إصابة أكثر من مستوى الصدفة). اكتُشفت لاحقًا نقاط ضعف في التجربة. كانت مدة ضوء الإشارة قابلة للتغيير لكي يستطيع الخاضع للتجربة المناداة برموز معينة وظهرت رموز محددة في التجربة أكثر بكثير من رموز أخرى، ما أشار إلى الخلط أو التلاعب بالأوراق. ولم تُكرر التجربة.
أصبحت إدارة دوك أقل تعاطفًا مع علم النفس الموازي، وبعد تقاعد راين عام 1965 قُطعت روابط علم النفس الموازي مع الجامعة. أسس راين لاحقًا مؤسسة البحوث عن طبيعة الإنسان (إف آر إن إم) ومعهد علم النفس الموازي باعتباره خلفًا لمختبر دوك. في عام 1995، وفي الذكرى المئوية لولادة راين، تغير اسم إف آر إن إم إلى مركز راين للبحوث. يُعَد مركز راين للبحوث اليوم وحدة بحوث لعلم النفس الموازي، وأعلن أنه «يهدف إلى تحسين الظروف البشرية عن طريق خلق إدراك علمي لتلك القدرات والحساسيات التي يبدوا أنها تتجاوز الحدود الاعتيادية للمكان والزمان».